# 2018年寿光洪灾
2018年寿光洪灾是指2018年8月19日至21日发生在中国山东省潍坊市寿光市，因暴雨和弥河上游水库集中泄洪，在弥河寿光段造成的洪水灾害。8月19日至20日，受热带风暴温比亚影响，山东弥河流域经历特大暴雨，青州、临朐的冶源水库、淌水崖水库、黑虎山水库水位高涨，几座水库进行泄洪。虽然水库对下游村民有所预警，但其时间仅够居民疏散，其牲畜财产得不到撤离。此事件令弥河寿光段遭遇自1974年以来最大洪峰，寿光沿岸多个村庄遭遇河水倒灌，大量民居、农田、大棚及养殖场等產物損毀，並可能造成北京市菜源供應不穩；寿光洪灾同一时期，伴随全国蔬菜价格的连续上涨行情，新华社发文关注。
根據官方統計，至23日下午5時，災害造成13人死亡、3人失蹤、9999間房屋倒塌，經濟損失約92億人民幣。由於倒塌房屋在1萬棟以上，政府就必須啟動國家4級響應，9999間房屋倒塌這個數字也遭質疑過於巧合，有造假可能。凤凰网发文《寿光水灾房屋受损9999间，哪里来的事实？》，以人民日报客户端8月23日数据“倒塌房屋10335间，严重损坏房屋8240间，一般损坏房屋53465间”质疑，之后文章遭到删除。